# Tuomainengården
Tuomainengården är en norsk museigård i Vadsø i Finnmark fylke, som sköts av Vadsø museum – Ruija kvenmuseum.
Tuomainengården hette ursprungligen Vinikkagården och är en kvängård vid Slettengata 21 i tidigare Ytre Kvenby (Østre Kvenby, kvänska: Ulkojoki), bredvid Esbensengården. 
Johan Petter Vinikka, som utvandrat från Tornedalen i Sverige, lät bygga huset 1851. Det köptes 1918 av Karoline och Karl Tuomainen, vilka drev fiske och småbruk med oxe och häst och kor. 
Huset byggdes som ett varangerhus, med bostadshus och fähus under samma tak. År 1928 flyttades huvudingången från söder till norr. Efter andra världskriget lyftes taket på en del av huset och en halv etage lades till. Tuomainengården hade en egen sauna, från början en rökbastu, som fram till 1932 var en av stadens offentliga bastur. Den blev ombyggd till verkstad. På 1950-talet upphörde kostallet och detta byggdes om till en bastu, som fortfarande är i bruk. 